# 안리루역
안리루역(중국어: 安立路站)은 중국 베이징시 차오양구 다툰 가도 다툰로와 안리로 교차로에 위치한 베이징 지하철 15호선의 지하철역이다. 역은 2014년 12월 28일 15호선 1단계 서쪽 구간 개통과 함께 개통되었다.

## 위치
본 역은 북4환 외곽에 위치하고, 다툰로(동서방향)과 안리로(남북방향)의 교차로에 동서 방향으로 배치되어 있다.

## 역 구조
역은 지하역이며 섬식 승강장으로 설계되었다. 양쪽 끝은 개착식, 중간의 교차로 구간은 굴착식으로 시공하였으며, 개착 구간은 2층, 굴착 구간은 단층이다. 총건축면적 1만3904㎡다. 출구는 6개가 설치되었다.
역에는 파이프 라인이 양쪽에 배치되어 있어 중앙 스팬에 천장을 설치하지 않고 직접 미장하고 조명 장식을 하여 더 높은 공간 효과를 추구했다.
| 지면층   | 지면                            | A－D출구                                  |
| 지하 1층 | 대합실                          | 고객 센터·자동발매기·개집표기             |
| 지하 2층 | ←                               | ■ 15호선 칭화둥루시커우 방면 (올림픽공원) |
| 지하 2층 | 섬식 승강장, 왼쪽 출입문이 열림 |                                           |
| 지하 2층 | →                               | ■ 15호선 펑보 방면 (다툰루둥)             |

## 출구
|                         |                                     |      |             |
| 출구                    | 출구 인근                           | 사진 | 무장애 시설 |
| 出口 · A · 1            | 다툰루 (大屯路)                     |      |             |
| 出口 · A · 2            | 제5대가 서적빌딩 (第五大道图书大厦) |      |             |
| 出口 · B                | 다툰루 (大屯路)                     |      |             |
| 出口 · C                | 다툰루 (大屯路)                     |      |             |
| 出口 · D                | 다툰루 (大屯路)                     |      |             |
| 아이콘 설명: 엘리베이터 |                                     |      |             |

### 주해
1. ↑  기획 및 건설 단계에서는 다툰역(大屯站)이라 불렀다.

### 인용문
1. ↑  “北京市规划委员会关于轨道交通15号线（一期）沿线车站命名预案的公示书”. 北京市规划委员会. 2010년 4월 6일. 2014년 12월 27일에 원본 문서에서 보존된 문서. 2014년 12월 27일에 확인함.
2. ↑  “轨道交通15号线一期工程规划方案公告”. 北京市规划委员会. 2010년 1월 14일. 2010년 7월 28일에 원본 문서에서 보존된 문서. 2014년 12월 27일에 확인함.
3. ↑  “北京地铁15号线一期工程11合同段”. 中铁隧道集团有限公司. 2014년 6월 25일. 2015년 9월 23일에 원본 문서에서 보존된 문서. 2014년 12월 27일에 확인함.
4. ↑  黄海蕾 (2014년 10월 24일). “15号线年底向西再通7站”. 《京华时报》. 2014년 12월 27일에 원본 문서에서 보존된 문서. 2014년 12월 1일에 확인함.